# 普里斯多夫
普里斯多夫（德語：Prisdorf）是德国石勒苏益格－荷尔斯泰因州的一个市镇。总面积5.23平方公里，总人口2234人，其中男性1094人，女性1140人（2011年12月31日），人口密度427人/平方公里。